# Овербукинг
Овербукинг (англ. Overbooking), а также сверхбронирование, перебронирование, перепродажа — стратегия сбыта товаров (услуг), при которой поставщик товаров (услуг) принимает на себя больше обязательств по поставке товара (предоставлению услуг), чем может выполнить, в расчете на то, что не все из взятых обязательств действительно придется выполнять. Также овербукинг — возможный неудачный результат применения этой стратегии, возникающий из-за ошибок или стечения обстоятельств.
Овербукинг является одним из инструментов управления доходом (англ. Yield Management или англ. Revenue  Management).

## История возникновения и развития
Овербукинг как стратегия сбыта впервые возник в воздушном транспорте США в 1950-е годы. Возникновение его связано с маркетинговой политикой, которую проводили авиакомпании США в то время. В частности эта политика предусматривала для пассажира возможность отказа от перевозки в любое время без каких-либо штрафных санкций, в том числе и после вылета самолёта. При таком подходе авиабилет приобретал некоторые свойства денег — он мог быть с равным успехом предъявлен для получения указанных услуг или для обмена обратно на деньги. Такой подход привлек к новому виду транспорта клиентов, но породил определённые проблемы. Практика показала, что в 1950—1960-е годы до 10 процентов пассажиров, купивших билеты на авиарейсы, не являлись на посадку и потом предъявляли билеты к возврату денег. Таким образом, авиакомпании вместо пассажиров возили пустые кресла и из-за этого несли регулярные убытки в крупных размерах.
Стратегия овербукинга была придумана с целью уменьшения этих убытков. Суть этой стратегии состояла в том, чтобы предъявлять к продаже больше билетов, чем было мест в самолёте, в расчёте на то, что часть пассажиров не полетит этим самолётом и вернёт билеты. Существенным минусом этой стратегии был риск того, что на посадку в самолёт придет больше пассажиров, чем есть мест в самолёте. И в этой ситуации перевозчик окажется не в состоянии выполнить взятые на себя обязательства и будет вынужден как-то компенсировать клиенту доставленные неудобства. На этот случай авиакомпании разработали правила по предоставлению таких компенсаций. Эти правила предусматривали отправку пассажира ближайшим следующим рейсом, причем если этот рейс должен был выполняться через значительное время, то пассажиру за счет компании предоставлялся комплекс услуг, направленных на компенсацию неудобств, связанных с ожиданием (питание, место в гостинице, телефонная связь с родственниками, денежная компенсация и т. п.) Затраты компании на такие компенсационные услуги в каждом случае были достаточно велики, однако такие ситуации случались редко — порядка 7-8 случаев на 10 000 перевезенных пассажиров.
Стратегия овербукинга оказалась выгодной для авиакомпаний. В 1970-е годы эта стратегия была модифицирована. Описанная выше ситуация, когда клиенту предоставляются компенсационные услуги, получила название «принудительный отказ от посадки» (англ. involuntary denied boarding). Модификация стратегии состояла в том, что при обнаружении ситуации сверхбронирования представитель авиакомпании выходил к пассажирам, объяснял ситуацию и предлагал добровольцам отказаться от полета именно этим рейсом в обмен на обязательство перевезти добровольца ближайшим рейсом авиакомпании и какие-то компенсации. Это имело два положительных эффекта. Во-первых, сумма затрат на компенсацию такого «добровольного отказа от посадки» (англ. voluntary denied boarding) обычно оказывалась меньше, чем сумма аналогичных затрат при принудительном отказе. Во-вторых, в результате таких мер статистика принудительных отказов уменьшилась до 0,7-0,8 случая на 10 000 перевезенных пассажиров, что укрепило образ авиатранспорта в глазах пассажиров.
В феврале 2021 года авиакомпания «Аэрофлот» предложила ввести в России новый тариф, при котором авиакомпания сможет сама пересадить пассажира на другой более поздний или более ранний аналогичный рейс (в том числе и замена рейса с прямого на стыковочный) в одностороннем порядке, то есть, без согласия самого пассажира. В этом случае авиакомпания будет обязана выплатить пассажиру компенсацию на сумму не более 30 тысяч рублей (но, однако, не во всех случаях). Эксперты видят в этом проекте завуалированную легализацию овербукинга. Позже «Аэрофлот» отказался от этой инициативы, а предложение не будет рассматриваться «до полноценного восстановления авиасообщения»

## Формальные условия, допускающие применение овербукинга
Стратегия сбыта с применением овербукинга может применяться при одновременном выполнении следующих условий:
- Возможности поставщика товаров (услуг) по поставке товаров (услуг) имеют жесткое ограничение сверху. При этом статистика сбыта показывает, что спрос на товар (услугу) может быть близок к этому ограничению или даже превысить его.
- Значительная доля (80-90 процентов и более) договоров с клиентами на поставку товара (предоставление услуги) заключаются на условиях предварительного заказа (в том числе с предварительной оплатой товара или услуги).
- Типовые условия договора поставщика с клиентом предусматривают для клиента большие возможности по отказу от заказанного товара (услуги) и, соответственно, отказу от обязательства оплатить заказ. В случае предварительной оплаты заказа это может выражаться в том, что клиент имеет право отказаться от заказа до наступления оговоренного момента исполнения заказа (а в некоторых случаях даже после наступления этого момента) и получить обратно уплаченные за заказ деньги. При этом договор может предусматривать взыскание с клиента неустойки, которая составляет значительно меньшую величину, чем стоимость заказа (обычно порядка 10-20 процентов), а может даже и не предусматривать такого взыскания. В случае оформления договоров поставщика с клиентами в виде предварительного заказа без предварительной оплаты договор может предусматривать для клиента возможность неявки к месту исполнения заказа без каких-либо негативных последствий для клиента.
- В случае возникновения ситуации, когда поставщик оказывается не в состоянии исполнить свои обязательства по поставке товара (предоставлению услуги), возможно решение возникшей проблемы с относительно малыми затратами со стороны поставщика.

## Применение стратегии овербукинга в разных отраслях
Помимо упомянутой выше отрасли воздушных перевозок сбыт услуг с овербукингом может применяться в других транспортных отраслях (железнодорожный транспорт, рейсовый водный транспорт). Кроме того, овербукинг может применяться в гостиничном бизнесе и в прокате автомобилей.

## Условия, когда применение стратегии овербукинга недопустимо
Наиболее типичной ситуацией, при которой применение стратегии овербукинга недопустимо, является ситуация, когда за отказ от своих обязательств по обслуживанию клиентов поставщик должен выплатить неустойку в крупном размере. Например, когда идет речь о бронировании морских круизов или гостиниц в курортной зоне. Если пассажир из-за перебронирования не сможет сесть на круизный теплоход, то он должен, во-первых, получить обратно всю стоимость круиза, и, во-вторых, с большой вероятностью подаст судебный иск на компенсацию морального ущерба за испорченный отпуск. В результате потери поставщика услуг станут неприемлемо высокими и применение овербукинга будет неоправданным.
Вторая типичная ситуация, при которой не допускается овербукинг, — это продажа товаров и услуг на условиях, когда при отказе клиента от заказанных товаров (услуг) не производится возврат уплаченных денег или какие иные компенсационные мероприятия. Такая ситуация возникает при продаже билетов в театры, на спортивно-зрелищные мероприятия и т. п. Возникающий при этом риск клиента потратить деньги и не получить заказанные услуги компенсируется правом клиента передать билет другому лицу.